# 상호저축은행
상호저축은행(相互貯蓄銀行)은 시중은행을 이용하기에는 신용이 다소 부족하고, 대부업체를 이용하기에는 신용도가 높은 고객을 대상으로 영업을 하는 제2금융권으로, 수신과 여신업무를 담당하며, 외환업무는 취급하지 않는다. 일반적으로 제1금융권보다 높은 예금금리 및 대출금리를 제공한다. 상호저축은행의 상위기관으로 상호저축은행중앙회가 설립되어 운영되고 있으며, 은행과 똑같이 금융감독원의 통제를 받는다.

## 역사
1972년 8월 3일「경제의 안정과 성장에 관한 대통령령」에 의하여 실시된 8·3 긴급금융조치의 하나로, 사금융시장을 제도금융화하기 위하여 제정, 공포된 상호신용금고법에 근거하여 설립되었다.
2001년 상호신용금고법에서 상호저축은행법으로 명칭 변경 및 개정됨에 따라 상호신용금고(相互信用金庫)에서 상호저축은행으로 명칭이 변경되었다. 2009년부터 상호 단축이 허용되면서‘저축은행’이라는 명칭을 사용할 수 있게 되었다.
2010년 9월 23일 개정된 상호저축은행법 제4조에 의해 저축은행의 영업구역이 서울, 인천, 경기도, 강원도, 경상북도, 경상남도, 전라북도, 전라남도, 충청북도, 충청남도, 제주도 등 기존 11개에서 6개로 광역화되었다. 6개 권역은 △서울 △인천·경기도 △부산·울산·경상남도 △대구·경상북도·강원도 △광주·전라남도·전라북도·제주도 △대전·충청남도·충청북도이다.
2011년 저축은행들의 잇단 부실경영으로 영업정지되면서, 정부 주도로 P&A(자산부채이전)방식으로 증권사,금융지주회사,대부업체등에 매각했다.
2015년 9월 10일 금융위원회는 저축은행이 인수합병을 통해 영업구역을 확대하는 것을 원칙적으로 금지하였다. 개별 저축은행은 본점 소재지의 영업구역에서만 영업해야 하고 부실한 저축은행 인수 상황을 제외하고는 영업구역 확대를 할 수 없다.
2017년 4월 19일 금융위원회는 상호저축은행 대주주 변경 및 합병 등 인가기준 운용 관련 안건을 의결했다. 이를 통해 상호저축은행법 시행령의 대주주 변경 및 합병 인가 조건으로 기재된 '저축은행의 공익성'과 '채무 불이행' 등의 의미를 명확화하기로 했다.

## 업무

### 수신
수신상품에는 입출금이 자유로운 보통예금·저축예금·기업자유예금이 있고, 거치식예금에는 정기예금·표지어음이 있다.
적립식 예금에는 신용부금·자유적립예금·정기적금·장기주택마련저축 등이 있다.

### 여신
금융 기관이 신용을 부여하는 업무로 지역금융활성화와 서민금융을 위해 다양한 대출상품이 있다. 융자, 어음 할인, 어음 인수, 채무 보증 따위가 있다.

### 그밖의 업무
국내 금융기간 간에 자금을 이체 · 송금 · 결제하는 내국환 업무, 보호예수, 공과금 수납업무 등도 취급한다.

## 상호저축은행 체크카드
상호저축은행에서 발급하는 체크카드는 비씨카드의 모든 가맹점을 이용할 수 있으며 국내용이다.(발급자가 상호저축은행중앙회로 표기되어 있다.)

## 사건/사고
2011년 상호저축은행 영업정지 사건 참고

## 같이 보기
- 신용협동조합
- 자본시장
- 은행